# Uggie
Uggie (parfois orthographié Uggy) est un chien acteur des États-Unis de race Jack Russell terrier né le 14 février 2002 et mort le 7 août 2015 à Los Angeles euthanasié des suites d'un cancer de la prostate. Il est principalement connu pour ses rôles dans Mr. Fix It (2006), De l'eau pour les éléphants (2011) et The Artist (2011).
Recueilli tout jeune par le dresseur colombien Omar von Muller qui lui évita la fourrière, Uggie aura le privilège de laisser ses empreintes sur le Walk of Fame, le fameux trottoir des célébrités à Hollywood où il a désormais son étoile.

## Récompenses
- Festival de Cannes 2011 : Palme dog pour The Artist

## Filmographie
- 2005 : What's Up Scarlett
- 2005 : Wassup Rockers de Larry Clark : le chien qui mord
- 2006 : Mr. Fix It : le terrier
- 2011 : De l'eau pour les éléphants (Water for Elephants) de Francis Lawrence : Queenie
- 2011 : The Artist  de Michel Hazanavicius : Jack
- 2012 : Moi, député (The Campaign) de Jay Roach : lui-même
- 2012 : Key and Peele (série télévisée)
- 2013 : Un Noël qui a du chien (Holiday Road Trip) : Scoots